# Lance Fairfax
Lance Fairfax, född i april 1899 i Wellington, Nya Zeeland, död i januari 1974, nyzeeländsk regissör och skådespelare.